# Niedersächsisches Bergland

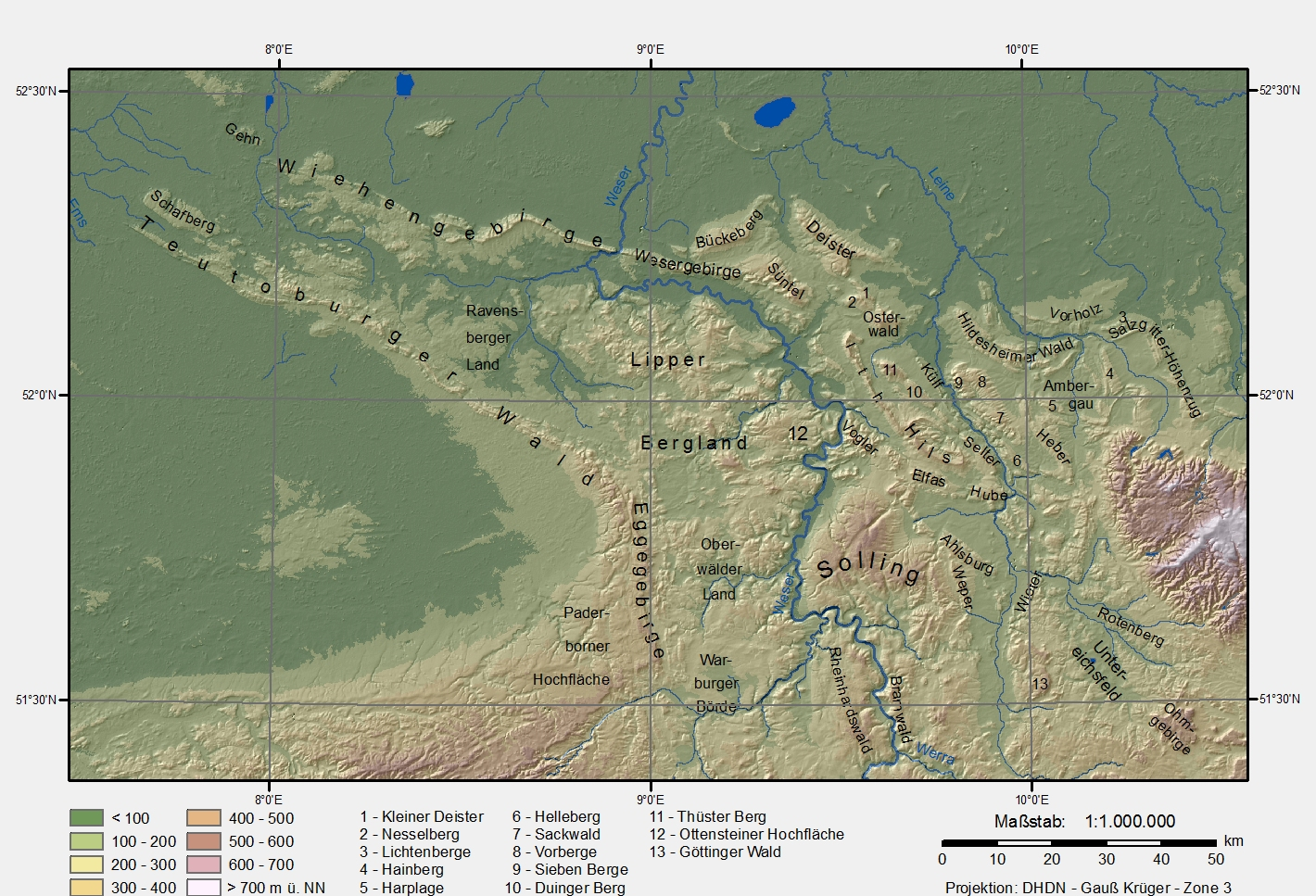
Lage des Berglandes

Das Weser- und Weser-Leine-Bergland ist eine bis zu 527,8 m ü. NHN hohe Mittelgebirgsregion im südlichen Niedersachsen, im nordöstlichen Westfalen und im nördlichen Hessen, außerdem ein Teil der Mittelgebirgsschwelle in Deutschland. Beim Bundesamt für Naturschutz wird es unter der laufenden Nummer D36 in der Liste der naturräumlichen Haupteinheitengruppen Deutschlands geführt.
Die neue Haupteinheitengruppe D36 fasst die alten Haupteinheitengruppen 36, 37 und 53 zusammen, von denen jede Teile des Weserberglandes im engeren und erweiterten Sinne beinhaltet. Indes gehen alle drei Teile, trotz ihrer (irreführenden) Namen, weit über das landläufige und in Atlanten ausgewiesene Weserbergland hinaus.
Das Weser-Leine-Bergland (37) umfasst ferner das komplette Leinebergland, das in Teilen in Niedersachsen liegt. Das erdzeitalterlich deutlich ältere Harz-Gebirge gehört nicht zu diesem Bergland und hat daher eine eigene Haupteinheitengruppe (D37).

## Naturräumliche Gliederung
Im Folgenden werden die Landschaften des Berglandes nach Naturräumen geordnet aufgeführt; 

Teile des Weserberglandes im engeren Sinne sind mit (W), Teile des Leineberglandes mit (L) gekennzeichnet:

### Unteres Weserbergland
Neben dem Osning (= Teutoburger Wald, bis 446,4 m) und dem Wiehengebirge (bis 319,6 m) gehören insbesondere die historischen Landschaften Tecklenburger Land und Osnabrücker Land zu dieser Großlandschaft im (Nord-)Westen des Niedersächsischen Berglandes.
Das Lübbecker Lößland (533) wird von der Autorin der Blätter 83/84 Osnabrück/Bentheim und 85 Minden nicht zum Bergland in Niedersachsen und nicht zur Mittelgebirgsschwelle gezählt, ist jedoch von der Ordnungszahl her hier eingeordnet. Es entspricht in seiner Landesnatur eher den weiter östlich an den Nordrand der Mittelgebirgsschwelle anschließenden Niedersächsischen Börden, von denen es allerdings durch das Mittlere Wesertal getrennt ist.
Die folgende Aufstellung ist von Nord (West nach Ost) nach Süd (West nach Ost) geordnet; haupteinheitenweise (dreistellige Zahlen) sind, je nach einem Leerzeichen, die zugehörigen naturräumlichen Blätter referenziert:
- 53 Unteres Weserbergland
  - 533 Lübbecker Lößland[2][3]
    - (Westliches Lübbecker Lößland)
      - 533.6 Schwagstorfer Lößvorland (unmittelbar östlich von 536.1, nördlich von 536.0)
      - 533.0 Wittlager Lößvorland (östlich von 533.6)

    - (Mittleres Lübbecker Lößland)
      - 533.1 Alsweder Niederungen (östlich von 533.0)
      - 533.2 Lübbecker Lößhang (südöstlich von 533.1, an der Nahtstelle zu 532.2)

    - (Östliches Lübbecker Lößland)
      - 533.5 Hartumer Lößplatte (Norden)
      - 533.4 Bastau-Niederung (Mitte)
      - 533.3 Rothenuffelner Lößhang (Süden, Nahtstelle zu 532.3)

  - (536/532 Wiehengebirge)
    - 536 Westliches Wiehengebirge[2]
      - 536.1 Kalkrieser Höhen (Norden)
      - 536.0 Schleptruper Eggen

    - 532 Östliches Wiehengebirge (W)[2][3]
      - 532.1 Oldendorfer Berge (532.0 im östlichen Norden horstartig aufgesetzt)
      - 532.0 Bad Essener Höhen (Westen)
      - 532.2 Lübbecker Egge (Mitte)
      - 532.3 Bergkirchener Eggen (Osten)

  - (535/531 Hügelland zwischen Wiehengebirge und Teutoburger Wald)
    - 535 Osnabrücker Hügelland (Westen)[2][3]
      - 535.2 Achmer Vorland (westlicher Norden)
        - 535.20 Neuenkirchener Platte (westlicher Norden)
        - 535.21 Gehn (östlicher Norden)
        - 535.22 Vinter Niederungen (zentraler Norden)
        - 535.23 Wallenbrocker Niederungen (Westen)
        - 535.24 Seester Platte (Mitte)
        - 535.25 Halener Sande (Osten)

      - 535.0 Nördliches Osnabrücker Hügelland (Norden)
        - 535.01 Barlager Sande (Westen)
        - 535.00 Wallenhorster Bergland (Norden)
        - 535.02 Schledehauser Hügelland (Zentrum)
        - 535.03 Meller Höhen (mit Meller Bergen, Südosten)

      - 535.3 Westliches Osnabrücker Hügelland (Westen)
        - 535.30 Westerkappelner Flachwellenland (Norden)
        - 535.31 Mettinger Vorland (Nordwesten)
        - 535.32 Schafbergplatte (Westen)
        - 535.33 Ibbenbürener Senke (westlicher Süden)
        - 535.34 Habichtswald (mittlerer Süden)
        - 535.35 Leedener Senke (östlicher Süden)

      - 535.1 Haseniederung (zwischen 535.0 (nordöstlich/rechts) und 535.2 (nordwestlich) bzw. 535.3 (Westen) und 535.4 (Süden))
        - 535.10 Halener Niederung
        - 535.11 Osnabrücker Niederung

      - 535.4 Südliches Osnabrücker Hügelland (Süden)
        - 535.40 Holter Hügel- und Bergland
        - 535.41 Öseder Mulde

    - 531 Ravensberger Hügelland (Osten)[2][3][4]
      - 531.0 Quernheimer Hügel- und Bergland (Norden)
        - 531.00 Meesdorfer Höhen
        - 531.01 Quernheimer Hügelland

      - 531.1 Else-Werre-Niederung (Mitte)
        - 531.10 Else-Niederung
        - 531.11 Werre-Niederung

      - 531.2 Herforder Hügelland (Süden)
        - 531.20 Krukum-Bünder Platten- und Hügelland
        - 531.21 Oeynhausener Hügelland
        - 531.22 Neuenkirchener Hügelland
        - 531.23 Herforder Platten- und Hügelland
        - 531.24 Stieghorster Osning-Vorland

  - (534/530 Teutoburger Wald)
    - 534 Osnabrücker Osning (im Handbuch noch Tecklenburger Osning; Westen)[2]
      - 534.0 Ohrbecker Höhen (zentral nördlich aufgesetzt)
        - 534.00 Hüggelberge
        - 534.01 Dörenberg

      - 534.1 Tecklenburg-Iburger Bergland (Nordhang)
        - 534.10 Gellenbecker Hügel- und Bergland
        - 534.11 Vessendorfer Höhen

      - 534.2 Tecklenburger Osning (Hauptkamm)
        - 534.20 Dörenther Osning
        - 534.21 Iburger Osning
        - 534.22 Dissener Osning

      - 534.3 Südliches Osningvorland (Südhang)
        - 534.30 Brochterbecker Osningvorland
        - 534.31 Lengericher Osningvorland
        - 534.32 Rothenfelder Osningvorland

    - 530 Bielefelder Osning (Osten)[2][3][4]
      - 530.0 Werther-Oerlinghausener Osning-Vorberge (Nordhang)
        - 530.00 Kirchdornberger Hügel- und Bergland
        - 530.01 Bielefelder Berge
        - 530.02 Pivitsheider Berge

      - 530.1 Osning-Kamm (Hauptkamm)
        - 530.10 Haller Osning
        - 530.11 Brackweder Osning
        - 530.12 Lipper Wald

### Oberes Weserbergland
Diese im Niedersächsischen Bergland (in West-Ost-Richtung) zentrale, u. a. das Eggegebirge (bis 464 m) und das Lipper Bergland (bis 495,8 m) umfassende Großlandschaft reicht nach Osten bis zum Tal der Weser zwischen Bad Karlshafen und Porta Westfalica, welches hierzu gezählt wird.
In der folgenden Aufstellung sind haupteinheitenweise (dreistellige Zahlen), je nach einem Leerzeichen, die zugehörigen naturräumlichen Blätter referenziert.
Die Nummerierung der Untereinheiten von 360 und 361 (Warburger Börde und Oberwälder Land) weicht auf Blatt 98 Detmold (1959) erheblich von den Blättern 99 Göttingen (1963), 111 Arolsen (1963) und 112 Kassel (1969) ab. Das Borgentreicher Land, das gemeinhin (siehe etwa Geologische Karte 1:300.000 Hessen) zur Warburger Börde gezählt wird und auch auf der Haupteinheitenkarte zum Handbuch (1960) dorthin gerechnet wurde, war auf Blatt Detmold noch dem Oberwälder Land zugeschrieben worden. Umgekehrt zählte Blatt Detmold das Liebenauer Bergland, das nach Übereinkunft aller späteren Autoren zum Oberwälder Land gerechnet wird, zur Warburger Börde. Die folgende Zuordnung entspricht den späteren Blättern.
Der Autor von Blatt Arolsen, Martin Bürgener, zählt die Warburger Börde nicht zum Oberen Weserbergland (Haupteinheitengruppe 36), sondern zum Westhessischen Berg- und Senkenland (34).
- 36 Oberes Weserbergland
  - 360 Warburger Börde[4][7][6]
    - 360.0 Große Börde (Blätter Göttingen und Arolsen) = 361.1 Borgentreicher Land (Blatt Detmold)
      - 360.00 (Blatt Arolsen) = 361.10 Borgentreicher Börde (Blatt Detmold)
        - Desenberg (Singularität)

      - 360.01 (Blatt Arolsen) = 361.11 Ossendorfer Platten (Blatt Detmold)

    - 360.1 Diemelbörde (auf Blatt Detmold: 360.0 Diemelbörde + 360.2 Warburger Platten ohne äußersten Westen des Westteils)
    - 360.2 Steigerplatte

  - 361 Oberwälder Land[4][7][6][8]
    - 361.0 Brakeler Kalkgebiet (nunmehr synonym zum Oberwälder Land)
      - 361.00 Nieheim-Brakeler Bergland
      - 361.01 Fürstenauer Berge
      - 361.02 Bever-Diemel-Kalkbergland = Beverplatten im Norden und Liebenauer Bergland (360.3 auf Blatt Detmold) im Süden[9]

  - 362 Paderborner Hochfläche[4][6]
    - 362.0 Borchener Platten
    - 362.1 Sintfeld

  - 363 Egge-Gebiet[4]
    - 363.0 Westliches Egge-Vorland
      - 363.00 Kohlstädter Kalkbergland
      - 363.01 Altenbekener Kalkbergland
      - 363.02 Lichtenauer Becken

    - 363.1 Egge
      - 363.10 Horner Egge
      - 363.11 Neuenheerser Egge
      - 363.12 Kleinenberger Mulde
      - 363.13 Warburger Wald

    - 363.2 Östliches Egge-Vorland
      - 363.20 Horner Becken
      - 363.21 Sandebecker Hügelland
      - 363.22 Driburger Land
      - 363.23 Neuenheerser Hügelland
      - 363.24 Borlinghauser Senke
      - 363.25 Bonenburger Hügelland
      - 363.26 Rimbecker Platte

  - 364 Lipper Bergland[3][10][4][7]
    - 364.0 Bega-Hügelland
      - 364.00 Lager Höhenzug
      - 364.01 Bega-Mulde

    - 364.1 Westliches Lipper Bergland
      - 364.10 Salzufler Keuper-Höhen
      - 364.11 Exter Hügelland
      - 364.12 Vlothoer Bergland
      - 364.13 Wüstener Hügel- und bergland
      - 364.14 Taller Bergland
      - 364.15 Hohenhausener Bergland
      - 364.16 Lemgoer Talbecken
      - 364.17 Lemgoer Berge
      - 364.18 Hillentruper Becken
      - 364.19 Humfelder Talbecken[11]

    - 364.2 Östliches Lipper Bergland
      - 364.20 Krankenhagener Kuppen
      - 364.21 Heidelbecker Höhen
      - 364.22 Bösingfelder Becken
      - 364.23 Alverdissener Höhen
      - 364.24 Rumbecker Höhen
      - 364.25 Halvestorfer Hügelland
      - 364.26 Ärzener Talmulde
      - 364.27 Hamelner Berge
      - 364.28 Grohnder Berge

    - 364.3 Südliches Lipper Bergland
      - 364.39 Werre-Hügelland
      - 364.31 Detmolder Hügelland
      - 364.32 Blomberger Becken
      - 364.33 Steinheimer Becken
      - 364.34 Blomberger Höhen
      - 364.35 Barntruper Becken
      - 364.37 Schwalenberger Höhen (Köterberg)
      - 364.38 Löwendorfer Hügelland

  - 365 Pyrmonter Bergland[3][10][4][7]
    - 365.0 Pyrmonter Höhen
    - 365.1 Pyrmonter Talkessel
    - 365.2 Ottensteiner Platten (W)

  - 366 Rinteln-Hamelner Weserland (W)[3][10]
    - 366.0 Wesertal
      - 366.00 Rehmer Talweitung
      - 366.01 Vlothoer Weserdurchbruch
      - 366.02 Rintelner Talweitung
      - 366.03 Hamelner Talweitung

    - 366.1 Südliches Wesergebirgsvorland
      - 366.10 Hausberger Hügel- und Bergland
      - 366.11 Steinbergener Lößhang

  - 367 Holzmindener Wesertal (W)[7]
    - 367.0 Weseraue und Weserterrassen

  - 368 Weserengtal von Bodenwerder (W)[10][7]
    - 368.0 Kirchohsener Talung
    - 368.1 Bodenwerder Tal

### Weser-Leine-Bergland
Diese Großlandschaft enthält im Solling (bis 527,8 m) u. a. den Höhenschwerpunkt des Niedersächsischen Berglandes. Das Weser-Leinebergland wurde in der 5. Lieferung des Handbuchs der naturräumlichen Gliederung Deutschlands noch Leinebergland genannt. Es zerfällt, wie schon in diesem Buch erwähnt, in zwei geomorphologisch sehr unterschiedliche Großlandschaften.
Das Obere Weser-Leine-Bergland mit den Haupteinheiten 370 bis 376 und dem zentralen Leinegraben (372) weist verhältnismäßig flache Aufwölbungen und Einbiegungen auf und das Grundgestein bildet der Buntsandstein, der südlich des namentlichen Weserursprungs auch nur von Fulda und Werra von seiner Fortsetzung im Kaufunger Wald im Hessischen Bergland getrennt wird. Es stellt eine natürliche östliche Fortsetzung des Oberen Weserberglandes (36), das, ähnlich großflächig, vor allem die Schichtstufen des Muschelkalks und des Keupers repräsentiert, dar.
Das Untere Weser-Leine-Bergland mit den Einheiten 377 bis 379 ist durch ein sehr kleinflächiges Relief mit steilen Schichtkämmen aus Jura und Kreide, seltener Muschelkalk, über weitgespannten Keuper-, Jura- und Kreidemulden mit teilweiser Lößauflage geprägt. Prinzipiell wäre das Rinteln-Hamelner Weserland (366) die natürliche südwestliche Randsenke dieser Landschaft.
In der folgenden Aufstellung sind haupteinheitenweise (dreistellige Zahlen), je nach einem Leerzeichen, die zugehörigen naturräumlichen Blätter referenziert:
- 37 Weser-Leine-Bergland
  - 370 Solling, Bramwald und Reinhardswald (W)[7][8]
    - 370.0 Nördlicher Solling (Kernhöhenzug des Solling)
    - 370.1 Kuppiger Solling (bewaldete Landschaft zwischen Kernsolling und Bramwald)
    - 370.2 Uslarer Becken (besiedelte Beckenlandschaft um Uslar, die vom Kuppigen Solling umschlossen wird)
    - 370.3 Weserdurchbruchstal (zwischen Hann. Münden und Würgassen)
    - 370.4 Reinhardswald
    - 370.5 Bramwald
      - 370.50 Hemelner Bramwald (Nordteil)
      - 370.51 Schedetal
      - 370.52 Mündener Bramwald (Südteil)

    - 370.6 Mündener Fulda-Werra-Talung

  - 371 Sollingvorland[7][8]
    - 371.0 Nördliches Solling-Vorland
      - 371.00 Vogler (W)
      - 371.01 Golmbacher Berge (Südwestabdachung des Voglers und Burgberg)
      - 371.02 Stadtoldendorfer Hochfläche (Hochfläche bei Stadtoldendorf zwischen Vogler (NW), Burgberg (SW), Solling (S), Holzberg (SO) und Homburgwald (NO), das im Norden auf die Lenne bei Eschershausen stößt)
      - 371.03 Stadtoldendorfer Wald (= Homburgwald)
      - 371.04 Amtsberge
        - Holzberg
        - Amtsberge im engeren Sinne
        - Ellenser Wald

      - 371.05 Elfas (L)
      - 371.06 Elfasumland (ringförmig um den Elfas)

    - 371.1 Südliches Solling-Vorland (L)
      - 371.10 Rötsenke von Hardegsen (schmale, bogenförmig von Fredelsloh über Hardegsen nach Adelebsen verlaufende Senke)
      - 371.11 Schedener Rötsenke[14] (auch: Dransfelder Rötsenke[15], jedoch liegt Dransfeld östlich außerhalb) (verbreiterte Fortsetzung der Hardegser Rötsenke, die über Scheden nach Süden bis Lippoldshausen reicht und den Bramwald östlich flankiert)
      - 371.12 Ahlsburg
      - 371.13 Weper
      - 371.14 Lödingsener Hochflächen (Nordteil der Hochfläche zwischen Hardegsen im Norden, den Rötsenken im Westen und dem Leinegraben im Osten; reicht nach Südosten bis zum Nordwesten Göttingens, das namensgebende Lödingsen liegt streng genommen westlich außerhalb)
      - 371.15 Dransfelder Hochflächen (Südteil der Hochfläche), stößt nach Süden an das Werratal bei Hedemünden bzw., östlich davon, an den Sandwald

  - 372 Leine-Ilme-Senke (L)[7][8]
    - 372.0 Einbeck-Markoldendorfer Becken
    - 372.1 Northeimer Keuperhügelland
    - 372.2 Northeimer Leinegraben
    - 372.3 Leineaue
    - 372.4 Moringer Becken
    - 372.5 Göttinger Leinegraben (Ostflügel)
    - 372.6 Göttinger Leinegraben (Westflügel)
    - 372.7 Oberer Leinegraben
      - 372.70 Eichenberg-Hohenganderner Hänge und Keuperhügel (Westflügel)
      - 372.71 Niederganderner Leineaue
      - 372.72 Kirchganderner Hänge (Ostflügel)

  - 373 Göttingen-Northeimer Wald (L)[7]
    - 373.0 Nörtener Wald (mit Wieter und Langfast)
    - 373.1 Göttinger Wald
    - 373.2 Reinhäuser Wald

  - 374 Eichsfelder Becken (Goldene Mark)[7][16][8]
    - 374.0 Lindauer Becken
    - 374.1 Seeburger Becken
    - 374.2 Duderstädter Becken
    - 374.3 Duderstädter Bergland[17]
      - 374.30 Hellberge
      - 374.31 Bischofferoder Bergland
      - 374.32 Krantberg

    - 374.4 Rhume-Eller-Aue[18] (Rhume-Aue[15])
    - 374.5[19]
      - 374.50 Rotenberg
      - 374.51 Silkeroder Hügelland

  - 375 Unteres Eichsfeld[8]
    - 375.0 Becken von Sattenhausen
    - 375.1 Eichsfelder Hügelland
      - 375.10 „Zeugenberge“[20] (Wessen/Steinberg/Dietzenberg)
      - 375.11 „Zeugenberge“[20] (Hopfenberg bei Weißenborn)

    - 375.X[21] Eichsfelder Kessel
    - 375.2 Ohmgebirge und Bleicheröder Berge

  - 376 Südwestliches Harzvorland
    - 376.0 Rittegau[7][16]
      - 376.00 Buntsandsteinberge von Salzderhelden
      - 376.01 Hube (L)
      - 376.02 Kahlefelder Lößsenke
      - 376.03 Greener Leineaue
      - 376.04 Kreiensen-Northeimer Kalkberge
      - 376.05 Becken von Gandersheim
      - 376.06 Becken von Oldenrode und Willershausen

    - 376.1 Westerhöfer Bergland
    - 376.2 Osterode-Herzberger Vorland[18] (Südwestliches Harzvorland im engeren Sinne[15])
      - 376.20 Sösetal (ab Förste)
      - 376.21 Osteroder Kalkberge
      - 376.22 Osteroder Buntsandsteinberge
      - 376.23 Schotterfluren der Rhume, Oder und Sieber
      - 376.24 Herzberger Burgberg
      - 376.25 Herzberger Vorlandterrassen
      - 376.26 Bartolfelder Zechsteingürtel
      - 376.27 Scharzfelder Zechsteingürtel

  - 377 Alfelder Bergland (L)[10][7]
    - 377.0 Eschershausener Senke
      - 377.00 Esperder Bergland (mit Schecken und Hasselburg)
      - 377.01 Bisperoder Senke
      - 377.02 Eschershausener Triaskämme
      - 377.03 Eschershausener Liassenke
      - 377.04 Brunser Hochflächen

    - 377.1 Ith-Hils-Bergland (Hilsmulde)
      - 377.10 Ith
      - 377.11 Wallenser Senke
      - 377.12 Duinger Wald
      - 377.13 Thüster und Duinger Berg (sowie Reuberg, Steinberg, Selter)
      - 377.14 Hils
      - 377.15 Delligser Senke

    - 377.3 Alfelder Sattel (Leinegebiet)
      - 377.30 Deinser Mulde
      - 377.31 Alfelder Sattel (Westflügel) mit Külf
      - 377.32 Alfelder Leinetal und Leineaue
      - 377.33 Alfelder Sattel (Ostflügel) (mit Helleberg)

    - 377.4 Sieben Berge und Sackwald (Sackmulde; mit Sieben Bergen, Vorbergen und Sackwald)
    - 377.5 Becken von Altgandersheim

  - 378 Calenberger Bergland[3][10]
    - 378.0 Bückebergland
      - 378.00 Bückeberge (mit Harrl)
      - 378.01 Rodenberge
      - 378.02 Kleinenbremener Becken
      - 378.03 Kathrinhagener Hochbecken
      - 378.04 Reinsdorfer Hügelland

    - 378.1 Weserberge
      - 378.10 Wesergebirge
      - 378.11 Längenfelder Hochflächen
      - 378.12 Nordwest-Süntel
      - 378.13 Südost-Süntel
      - 378.14 Fischbecker Berge

    - 378.2 Calenberger Becken
      - 378.20 Rodenberger Mulde
      - 378.21 Becken von Bad Münder
      - 378.22 Hachmühlener Becken

    - 378.3 Süd-Hannoversche Berge
      - 378.30 Barsinghausener Deister
      - 378.31 Nienstedter Deister
      - 378.32 Katzberg
      - 378.33 Kleiner Deister
      - 378.34 Osterwald (mit Nesselberg)

  - 379 Innerstebergland[10][22][7][16]
    - 379.0 Hildesheimer Bergland
      - 379.00 Giesener Berge
      - 379.01 Hildesheimer Wald
      - 379.02 Salzdetfurther Bergland (Sauberge)
      - 379.03 Marienburger Hügelland
      - 379.04 Innerstetal
      - 379.05 Itzumer Hochfläche
      - 379.06 Vorholzer Bergland

    - 379.1 Südliches Innerstebergland (Bockenemer Land)
      - 379.10 Bodenburger Becken
      - 379.11 Harplage-Heber (Lamspringer Berge)
      - 379.12 Ambergau
      - 379.13 Rhüdener Becken
      - 379.14 Seesener Harzvorland

    - 379.2 Ringelheimer Bergland
      - 379.20 Hainberg
      - 379.21 Silliumer Hochfläche
      - 379.22 Salzgitter-Höhenzug
      - 379.23 Ringelheimer Becken
      - 379.24 Luttersattel (Ostflügel) (Ostlutterscher Höhenzug)
      - 379.25 Becken von Lutter
      - 379.26 Luttersattel (Westflügel) (Nauer Berg)
      - 379.27 Bodensteiner Ebene
      - 379.28 Innerstemulde